# ماركو بلترام
ماركو بلترام (بالإيطالية: Marco Beltrame)‏ هو متزلج قفز إيطالي، ولد في 23 ديسمبر 1986 في جيمونا ديل فريولي في إيطاليا.

## وصلات خارجية
- ماركو بلترام على موقع الاتحاد الدولي للتزلج (القفز التزلجي) (الإنجليزية)